# Stadtmuseum „Wilhelm von Kügelgen“

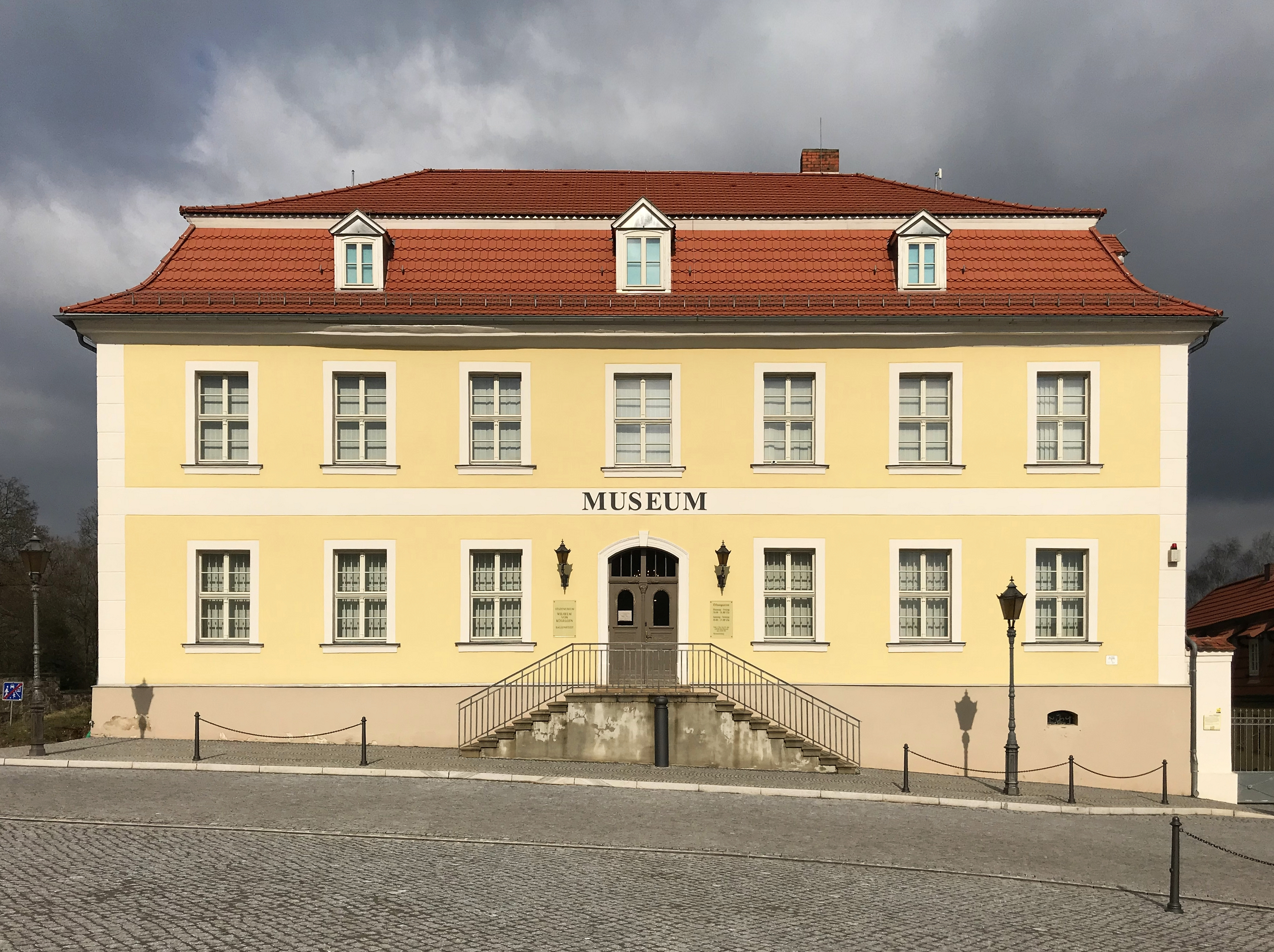
Stadtmuseum „Wilhelm von Kügelgen“, 2020

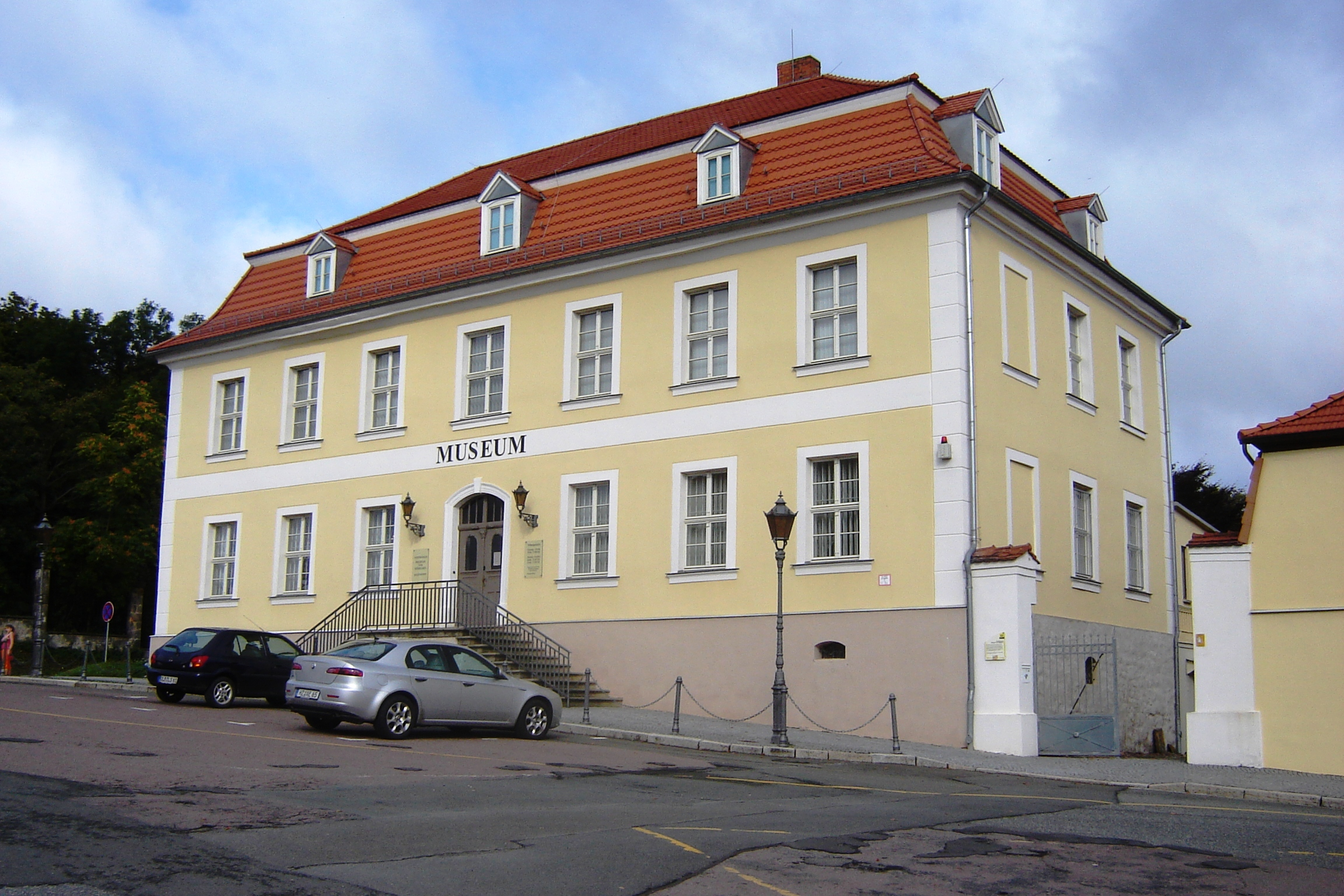
Blick von Südosten, 2014

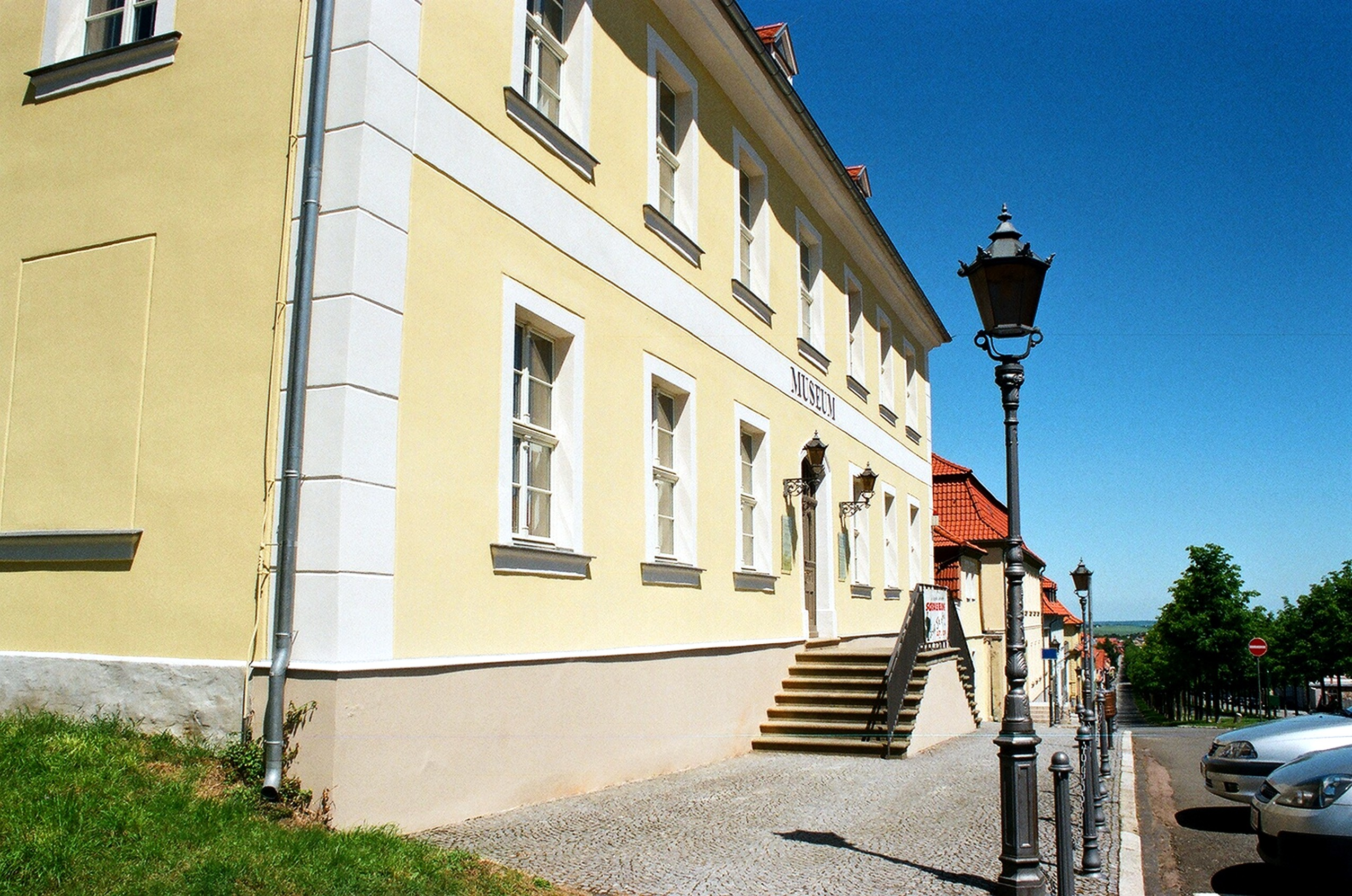
Freitreppe, 2009

Das Stadtmuseum „Wilhelm von Kügelgen“ ist das Stadtmuseum der Stadt Ballenstedt in Sachsen-Anhalt. Das Museumsgebäude ist denkmalgeschützt.

## Lage
Es befindet sich in unmittelbarer Nähe zum Schloss Ballenstedt an der Adresse Allee 37, nördlich vom Schlossplatz. Südlich des Hauses verläuft der Selketalstieg.

## Architektur und Geschichte
Das barocke Haus entstand 1756 als Stadtpalais und diente als Wohngebäude eines Höflings. Das Gebäude war das Elternhaus der Schwestern Bardua. Es verfügt über eine repräsentative siebenachsige Fassade. Der Eingang ist in der mittleren Achse angeordnet und über eine zweiläufige Freitreppe zu erreichen. Als Hauseingang ist eine barocke Tür erhalten. Bedeckt wird der Bau von einem Mansardwalmdach.
Nach Osten schließen ein gemauertes Einfahrtsportal sowie ein Wirtschaftsflügel an.
Im Inneren sind Teile der ursprünglichen Ausstattung, insbesondere Treppe und Fußböden erhalten. Der Garten liegt nördlich des Hauses und ist als Boskettgarten mit Figurenschmuck gestaltet.
Im örtlichen Denkmalverzeichnis ist das Palais unter der Erfassungsnummer 094 50168 als Baudenkmal verzeichnet.
1980 zog dann das Stadtmuseum Ballenstedts in das Gebäude. Benannt ist es seit dem Jahr 2010 nach dem Hofmaler und Kammerherren Wilhelm von Kügelgen (1802–1867), dessen Leben auch zwei Ausstellungsräume gewidmet sind. Im Museum wird die Stadtgeschichte Ballenstedts insbesondere als Residenzstadt thematisiert. Es werden vornehmlich volkskundliche Sammlungen zur Arbeits- und Lebensweise der Bevölkerung des Anhaltischen Unterharzes, zur Siedlungs- und Kulturgeschichte des Ballenstedter Raumes sowie des Bergbau- und Hüttenwesens des anhaltischen Harzes gezeigt. Hinzu kommen wechselnde Sonderausstellungen.
Außerdem wird das Museum für Lesungen, Konzerte und Vorträge genutzt.